# Ryō Chōnan
Ryō Chōnan (長南　亮, Chōnan Ryō), 1,75 m pour 84 kg, né le 8 octobre 1976, est un pratiquant japonais d'arts martiaux mixtes (MMA), qui combat dans les organisations japonaises PRIDE FC et DEEP, où on le surnomme Piranha.
Il est l'auteur d'une spectaculaire soumission face à Anderson Silva. Il a placé une clé de talon en capturant la jambe de son adversaire en exécutant un ciseau aérien. Sa dernière défaite étant due à une disqualification face à Okami.
En février 2007, il a remporté son combat contre le champion poids moyen du DEEP, Ryuta Sakurai.

## Palmarès en arts martiaux mixtes
23 combats dont: 15 victoires et 8 défaites.
Victoires:
- 5 (T)KO's (33,33 %)
- 2 soumissions (13,33 %)
- 8 décisions (53,334 %)

Défaites:
- 2 (T)KO's (25.%)
- 1 soumission (12,50 %)
- 5 décisions (62,50 %)

| 21 combats: 14 victoires (5 (T)KO's, 2 soumissions, 7 décisions) et 7 défaites (2 (T)KO's, 1 soumission, 4 décisions). |          |                  |                                                    |                                            |       |       |
| Date | Résultat | Adversaire       | Nom de l'évènement                                 | Méthode                                    | Round | Temps |
| 06/09/2008 | Victoire | Roan Carneiro    | UFC 88 BREAKTROUGH                                 | Décision (Majoritaire)                     | 3     | 5:00  |
| 17/11/2007 | Défaite  | Karo Parisyan    | UFC 78 VALIDATION                                  | Décision (Majoritaire)                     | 3     | 5:00  |
| 24/06/2007 | Victoire | Seo Do Wong      | DEEP - Club Deep                                   | TKO                                        | 1     | 2:58  |
| 16/02/2007 | Victoire | Ryuta Sakurai    | DEEP - 28th Impact                                 | Décision (Majoritaire)                     | 3     | 5:00  |
| 26/08/2006 | Défaite  | Paulo Filho      | PRIDE - Bushido 12                                 | Soumission (Clé de bras)                   | 1     | 2:30  |
| 04/06/2006 | Victoire | Joey Villasenor  | PRIDE - Bushido 11                                 | Décision (Partagée)                        | 2     | 5:00  |
| 05/02/2006 | Victoire | Ryuta Sakurai    | DEEP - 23rd Impact                                 | TKO (Coupure)                              | 1     | 1:57  |
| 25/09/2005 | Défaite  | Dan Henderson    | PRIDE - Bushido 9                                  | KO (Coup de poing)                         | 1     | 0:22  |
| 17/07/2005 | Défaite  | Phil Baroni      | PRIDE - Bushido 8                                  | KO (Coup de poing)                         | 1     | 1:40  |
| 22/05/2005 | Victoire | Antonio Schembri | PRIDE - Bushido 7                                  | Décision                                   | 2     | 5:00  |
| 12/02/2005 | Victoire | Roan Carneiro    | DEEP - 18th Impact                                 | TKO (Coupure)                              | 3     | 2:15  |
| 31/12/2004 | Victoire | Anderson Silva   | PRIDE - Shockwave 2004                             | Soumission (Clé de talon en ciseau aérien) | 3     | 3:08  |
| 14/10/2004 | Victoire | Carlos Newton    | PRIDE - Bushido 5                                  | Décision (Unanime)                         | 2     | 5:00  |
| 23/05/2004 | Défaite  | Ricardo Almeida  | PRIDE - Bushido 3                                  | Décision (Unanime)                         | 2     | 5:00  |
| 22/01/2004 | Victoire | Daijiro Matsui   | DEEP - 13th Impact                                 | Décision (Majoritaire)                     | 3     | 5:00  |
| 15/09/2003 | Victoire | Hayato Sakurai   | DEEP - 12th Impact''                               | TKO (Coupure)                              | 3     | 2:10  |
| 13/07/2003 | Victoire | Yuji Hisamatsu   | DEEP - 11th Impact                                 | Décision (Majoritaire)                     | 3     | 5:00  |
| 08/12/2002 | Défaite  | Masanori Suda    | DEEP 2001 - 7th Impact                             | Décision (Partagée)                        | 3     | 5:00  |
| 07/09/2002 | Victoire | Katsumi Usuta    | DEEP 2001 - 6th Impact                             | TKO (Strikes)                              | 1     | 0:05  |
| 09/06/2002 | Défaite  | Eiji Ishikawa    | DEEP 2001 - 5th Impact                             | Décision (Majoritaire)                     | 2     | 5:00  |
| 30/03/2002 | Victoire | Kenji Akiyama    | DEEP 2001 - 4th Impact                             | Soumission (Coups de poing)                | 1     | 4:22  |
| 23/12/2001 | Victoire | Takaku Fuke      | DEEP 2001 - 3rd Impact                             | Décision (Unanime)                         | 3     | 5:00  |
| 05/05/2001 | Défaite  | Hikaru Sato      | Pancrase - Neo Blood Tournament Elimination Rounds | Décision (Unanime)                         | 3     | 5:00  |